# Репродуктивни систем
Репродуктивни систем је систем органа који организмима служи у сврху размножавања. Органи који припадају репродуктивном систему често се називају сполни или полни органи. За разлику од осталих система органа, органи сполног система се знатно разликује међу различитим половима исте врсте.
Полни систем човека укључује спољашње полне органе и унутрашње полне органе. Остале групе кичмењака имају велике сличности у грађи полног система који се углавном састоји од полних жлезда, различитих водова и отвора. Међутим, постоје знатне различитости у физичким прилагођењима као и стратегијама размножавања унутар сваке групе кичмењака.

## Биљке
Међу свим живим организмима, цветови, који су репродуктивне структуре скривеносеменица, су физички најразноврснији и испољавају кореспондирајућу велику разноврсност репродуктивних метода. Биљке које не цветају (зелене алге, маховине, џигернице, paprati и голосемењаче, као што су четинари) такође испољавају комплесна узајамна дејства између морфолошке адаптације и фактора средине у њиховој сексуалној репродукцији. Узгојни систем, или начин на који сперма једне биљке оплођује јајашце друге, зависи од репродуктивне морфологије, и највећа је појединачна одредница генетичке структуре неклоналних биљних популација. Христијан Конрад Спренгел (1793) је изучавао репродукцију цветајућих биљки и први је објаснио процес полинације у коме узимају учешћа биотичке и абиотичке интеракције.

## Гљиве
Репродукција гљива је комплексна, што одражава разлике у животним стиловима и генетичком устројству унутар различитих краљевства организама. Процењује се да се трећина свих гљива репродукује користећи више од једног метода пропагације; на пример, до репродукције може доћи у два јасно диференцирана ступња унутар животног циклуса врста, телеоморф и анаморф.

## Животиње
Код животиња, главни органи репродуктивног система су спољне гениталије (пенис и стидница), као и бројни унутрашњи органи, укључујући гонаде које производе гамете (тестисе и јајнике). Болести људског репродуктивног система су веома честе и широко распрострањене, а посебно преносиве сексуално трансмитоване болести.
Већина других кичмењачких животиња има генерално сличне репродуктивне системе, који се састоје од гонада, канала и отвора. Међутим, постоји велика разноврсност у погледу физичких адаптација, као и репродуктивних стратегија у свакој групи кичмењака.

### Кичмењаци
Све кичмењачке животиње имају заједничке кључне елементе репродуктивних система. Сви они имају органе за продукцију гамета или гонаде. Код женки, те гонаде су затим везане путем јајовода са отвором на спољашњој страни тела, типично клоаком, мада у неким случајевима и јединственом пором као што је вагина или интромитентни орган.

#### Сисари
Већина сисарских репродуктивних система је слична, међутим, постоје извесне приметне разлике између „нормалног“ сисара и човека. На пример, већина сисарских мужјака има пенис који се налази у унутрашњости све до ерекције, и већина има пенисну кост или бакулум. Додатно, мужјаци већине врста нису константно сексуално плодни, као што су људи. Попут људи, већина група сисара има спуштене тестисе у скротуму, мада, код неких сисара спуштени тестиси почивају на трбушном зиду тела, а код неколико група сисара, као што су слонови, неспуштени тестиси се налазе дубоко унутар телесне дупље у близини бубрега.
Репродуктивни систем торбара је јединствен по томе што женка има две вагине, обе од којих су екстерно отворене путем једног отвора, али воде у два различита компартмана унутар утеруса; мужјаци обично имају двоструки пенис, који одговара двема вагинама женки. Торбари типично развијају своје потомство у спољној торби који садржи дојке за које се новорођени млади торбари причврсте током постутеринског развића. Исто тако, торбари имају јединствени препенијални скротум. Новорођенче које је 15mm (5/8 in) дуго и инстинктивно пузи и котрља се неколико инча (15 cm), качећи се за крзно, на свом путу то мајчине торбе.
Материца и вагина су јединствени за сисаре, без хомологије код птица, рептила, водоземаца или риба. Уместо материце друге групе кичмењака имају немодификовани јајовод који директно води до клоака, који је заједнички излазни отвор за гамете, урин, и измет. Кљунари (i.e. чудновати кљунаши и јешци), група сисара који лежу јаја, такође немају материцу и вагину, и у погледу репродуктивног система подсећају на рептиле.

##### Пси
Код домаћих паса, сексуална зрелост (пубертет) се јавља при узрасту од 6 до 12 месеци за мужјаке и женке, иако то може бити одгођено и до две године код неких већих врста.

##### Коњи
Репродуктивни систем кобиле ис одговоран за контролу трудноће, рађања, и дојења, као и за њен полни циклус и понашање при парењу. Репродуктивни систем пастува је одговоран за његово сексуално понашање и секундарне сексуалне карактеристике (као што је велика грива).

#### Птице
Мужјаци и женке птица имају клоаку, отвор кроз који јаја, сперма, и измет пролазе. Сношај се изводи притискајући усне клоака једне на друге. То се понекад назива интромитентним органом, који је иначе познат као фалус и који је аналоган пенису сисара. Женке полажу амниотска јаја у којима млади фетуси настављају са развићем након што напусте тело женке. За разлику од већине кичмењачких женке птица типично имају само један функционални јајник и јајовод. Као група, птице су попут сисара познате по њиховом високом ступњу родитељске бриге.

#### Рептили
Скоро сви рептили су сексуално диморфни, и врше унутрашњу оплодњу путем клоаке. Неки рептили полажу јаја, док су други вивипарни (животиње које рађају живе младунце). Репродуктивни органи су присутни унутар клоаке рептила. Већина мужјака рептиле има копулаторне органе, који су обично повучени или преврнути и смештени унутар тела. Код корњача и крокодила, мужјаци имају један средишњи орган сличан пенису, док мужјаци змија и гуштера поседују пар органа сличних пенису.

#### Водоземци
Већина водоземаца врши спољашње оплођавање јаја, типично у води, мада неки водоземци, као што су безноги водоземци, врше унутрашњу оплодњу. Сви имају упарене, унутрашње гонаде, повезане каналом до клоаке.

#### Рибе
Рибе манифестују широк опсег различитих репродуктивних стратегија. Већина риба је, међутим, овипаријска и врши спољашњу оплодњу. У том процесу, женке користе њихове клоаке за испуштање великих количина гамета, званог мрест у воду, а један или више мужјака испушта „млеч“ изнад неоплођених јаја, бели флуид који садржи сперму. Друге врсте рибе су овипаријске и врше унутрашњу оплодњу уз помоћ карличних или аналних пераја, која су модификована у интромитентни орган аналоган људском пенису. Мала порција рибљих врста је било вивипарна или ововивипарна, и колективно су познате као носиоци живота.
Рибљи гонади су типично парови било јајника или тестиса. Већина рибљих врста је сексуално диморфна, док су неке врсте хермафродитне или једносексуалне.

### Бескичмењаци
Бескичмењаци имају екстремно разноврстан низ репродуктивних система. Једина заједничка карактеристика је да сви лежу јаја. Исто тако, изузев главоношника, и зглавкара, скоро сви бескичмењаци су хермафродити и врше спољашњу оплодњу.

#### Главоношци
Сви главоношци су сексуално диморфни и репродукују се полагањем јаја. Већина главоношника има полу-унутрашњу оплодњу, при којој мужјак ставља своје гамете унутар женкине плаштне шупљине, или палијалне шупљине, да би оплодили јајне ћелије присутне у женкином јајнику. Слично томе, мужјаци главоножаца имају само један тестис. Код женки већине главоножаца нудименталне жлезде помажу у развићу јајета.
„Пенис“ код већина главоношаца без љуске (Coleoidea) је дугачак и мишићни крај гонодног канала који се користи за трансфер сперматофора до модификоване руке зване хектокотилус. Она се затим користи за трансфер сперматофора до женке. Код врста без хектокотилуса, "пенис" је дуг и може да се испружи изван плаштне шупљине и да пренесе сперматофоре директно до женке.

#### Инсекти
Већина инсеката се репродукује овипарно, тј. полагањем јаја. Женке производе јаја у пару јајника. Сперма, коју производе мужјаци у једном тестису или чешће у два тестиса, се преноси до женке током парења путем спољашњих гениталија. Сперма се чува унутар женке у једној или више сперматека. Током оплодње, јаја путују дуж јајовода да би се оплодила спермом и затим избацила из тела („полегла“), у већини случајева путем једног овипоситора.

#### Паучњаци
Паучњаци могу да имају један или два гонада, који су лоцирани у абдомену. Генитални отвор се обично налази на доњој страни другог абдоменског сегмента. Код већине врста, мужјак преноси сперму до женке у облику пакета, или сперматофора. Комплексни ритуали удварања су еволуирали код многих паучњака, чиме се обезбеђује безбедна испорука сперме до женке.
Паучњаци обично полажу јаја, која се легу у младунце који подсећају на одрасле. Шкорпиони су било ововивипарни или вивипарни, у зависности од врсте, и они носе живе младунце.

## Полни систем човека

### Развој
Развој полног система човека је уско повезан са развојем мокраћног система. Иако се полни системи одраслог мушкарца и жене знатно разликују, обоје полазе из исте ембрионалне основе. Пол човека одређен је генетски већ код оплодње.
До краја 6. недеље унутарматеричног развоја претече сполних органа развијају се једнако. Под утицајем посебног дела Y хромозома (енгл. sex determining region - SRY) долази до диференцијације у мушки репродуктивни систем. Ген који се налази у СРY регији, фактор одређивања тестиса (енгл. тестис детермининг фацтор - ТДФ) директно усмјерава развој у мушки пол. Ако ТДФ није присутан долази до развоја женског полног система.
Мушки и женски полни систем имају различите органе које потичу из исте основе и имају исте функције:
| Мушки орган      | Женски орган         | Иста функција                     |
| ---------------- | -------------------- | --------------------------------- |
| Кауперове жлезде | Бартолинијеве жлезде | Излучивање лубриканата.           |
| Пенис            | Клиторис             | Еректилно ткиво и подражај        |
| Тестис           | Јајник               | Стварање гамета                   |
| Простата         | Скенеова жлезда      | Ејакулацијска текућина и подражај |

### Мушки полни систем
Органи мушког полног система су семеник (лат. testis), пасеменик (лат. epididymis), семеновод (лат. ductus deferens), семени мехурићи (лат. vesiculae seminales), млазнични вод (лат. ductus ejaculatorius), предстојна жлезда (лат. prostata), гомољно-цревне жлезде (лат. glandulae bulbo-urethrales) и мушки полни уд (лат. penis). Семеници, пасеменици, семеноводи, семени мехурићи и млазични водови су парни органи смештени у карлици.

### Женски полни систем
Органи женског полног система су јајник (лат. ovarium), јајовод (лат. tuba uterina), материца (лат. uterus), вагина (лат. vagina), стидница (лат. vulva).
Јајници и јајоводи су парни органи смештени у карлици.